# Satana (film 1923)
Satana (His Children's Children) è un film muto del 1923 diretto da Sam Wood. La sceneggiatura di Monte M. Katterjohn si basa sul romanzo His Children's Children di Arthur Chesney Train pubblicato a New York nel 1923. Prodotto dalla Famous Players-Lasky Corporation e distribuito dalla Paramount Pictures, aveva come interpreti Bebe Daniels, James Rennie, Dorothy Mackaill, Hale Hamilton, George Fawcett, Mahlon Hamilton, Mary Eaton, Kathryn Lean, Warner Oland.

## Trama

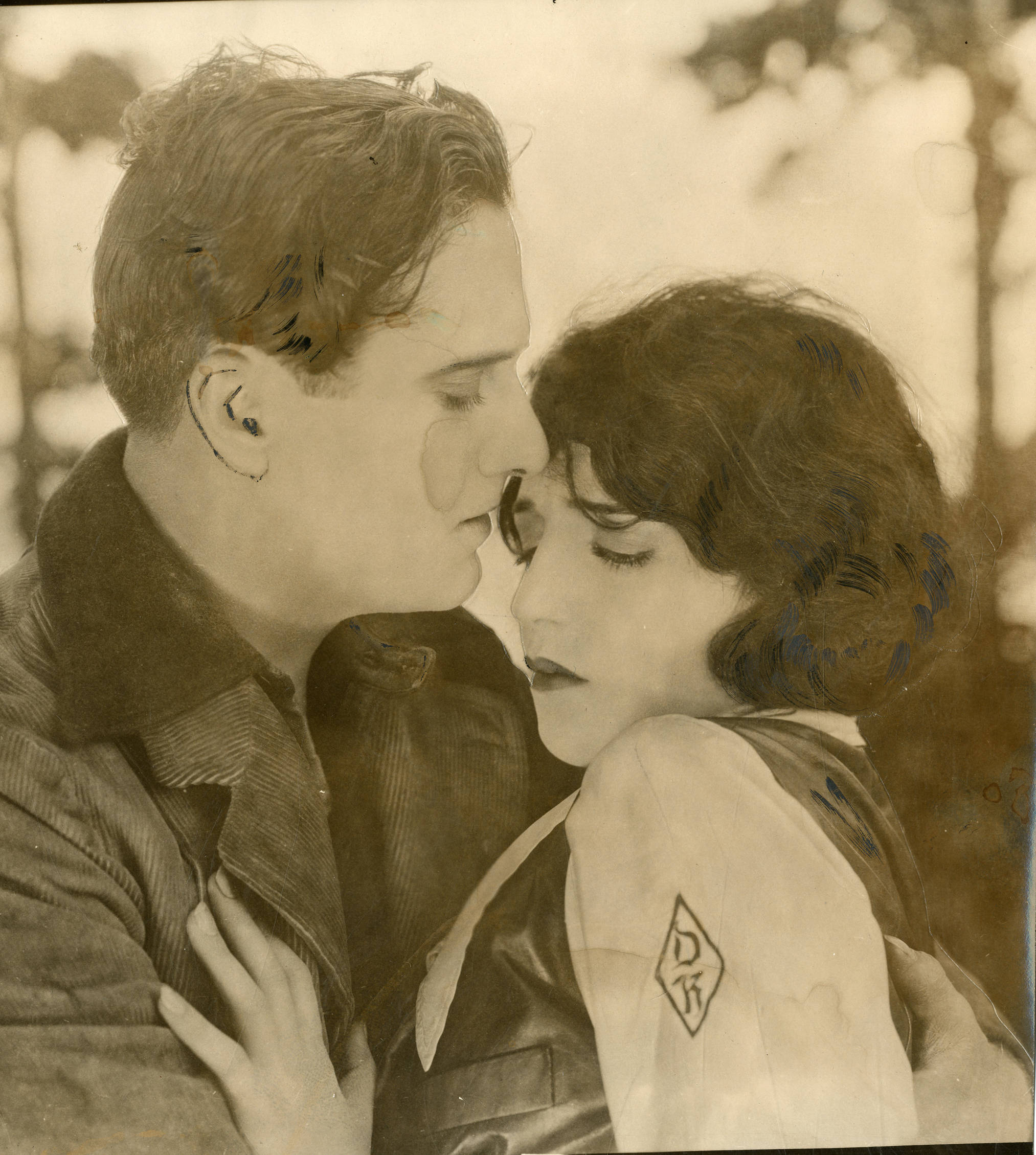
James Rennie e Bebe Daniels

Le grandi ricchezze di Peter Kayne esercitano un'influenza perniciosa sul figlio Rufus e sulle tre nipoti, Claudia, Sheila e Diana. Il vecchio sta per morire e i suoi familiari non combinano niente di buono nella vita. Rufus viene ricattato per una storia che ha con una ballerinetta; Claudia sposa un mascalzone; Sheila passa il suo tempo con nullafacenti e allegre maschiette. Diana, ragazza sensibile, sposa un avvocato idealista, prendendosi cura di Sheila.
Mentre Kayne è sul letto di morte nella sua lussuosa casa sulla Quinta Strada, i suoi eredi organizzano al piano di sotto un'asta dei suoi beni. Il vecchio riesce ad arrivare giù ma poi stramazza al suolo, aggrappandosi a un arazzo che, cadendo, fa apparire sulla parete la scritta "Se il Signore non edifica la casa, si fatica invano per costruirla".

## Produzione
Il film fu prodotto dalla Famous Players-Lasky Corporation.

## Distribuzione
Il copyright del film, richiesto dalla Famous Players-Lasky Corp., fu registrato il 21 novembre 1923 con il numero LP19640.
Distribuito negli Stati Uniti dalla Paramount Pictures, uscì nelle sale cinematografiche il 4 novembre 1923, presentato in prima a New York. La Paramount British Pictures lo distribuì nel Regno Unito il 18 settembre 1924. In Italia, dove venne distribuito nel 1926, è conosciuto anche con il titolo Satana o il demone tentatore.
Non si conoscono copie ancora esistenti della pellicola che viene considerata presumibilmente perduta.